# Grimalda
Grimalda (en italien : Grimalda) est une localité de Croatie située en Istrie, dans la municipalité de Cerovlje, dans le comitat d'Istrie. En 2001, la localité comptait 78 habitants. Les habitants de la commune de Grimalda s'appellent les 'Grimaldesi'.

## Démographie
| 1948 | 1953 | 1961 | 1971 | 1981 | 1991 | 2001 |
| ---- | ---- | ---- | ---- | ---- | ---- | ---- |
| 270  | 264  | 214  | 151  | 121  | 93   | 78   |